# Kathleen MacInnes
Kathleen MacInnes (auch Caitlin Nic Aonghais; * 30. Dezember 1969 in South Uist) ist eine schottische Sängerin, Fernsehmoderatorin und Schauspielerin.

## Leben
MacInnes wuchs als jüngstes von sechs Kindern auf der schottischen Insel South Uist auf. In ihrer Familie lernte sie zunächst ausschließlich die schottisch-gälische Sprache, bevor sie die Garrynamonie Primary School besuchte, wo Englisch hinzukam. Mit 15 Jahren setzte sie ihre Schulausbildung am Nicolson Institute in Lewis fort. Danach studierte sie Print Design an der School of Textiles and Design in den Scottish Borders, wo sie 1991 ihren Abschluss erlangte.
MacInnes begann für BBC in Glasgow zu arbeiten, als gälische Fernsehsendungen an Bedeutung gewannen, und bekam aufgrund ihrer Muttersprache Rollenangebote. Sie trat unter anderem in der Soap Machair (1994) auf und war als Moderatorin tätig. Über die Filmbranche kam sie schließlich auch zum professionellen Gesang. In dem gälischsprachigen Doku-Drama An Ceasnachadh: Interrogation of a Highland Lass (2000) spielte sie einen von vier Studenten, die 1950 den Stein von Scone von Westminster Abbey zurück nach Schottland bringen wollten. Für den Abspann sang sie den Song Òran na Cloiche (Song of the Stone), der von dem schottischen Dichter Donald McIntyre (1889–1964) geschrieben wurde und sich auf dieses Ereignis bezieht. Weitere Gesangsbeiträge erbrachte sie in dem Spielfilm Seachd (2007) und für den Soundtrack von Ridley Scotts Abenteuerfilm Robin Hood (2010).
2006 erschien MacInness’ Debüt-Album Og-Mhadainn Shamhraidh (Summer Dawn) bei Greentrax Recordings, produziert von Iain MacDonald. Es enthält traditionelle und moderne Songs in schottisch-gälischer Sprache, unter anderem ihre Version von Òran na Cloiche. Sie wurde dafür bei den Scots Trad Music Awards 2006 als „Gaelic Singer of the Year“ ausgezeichnet. 2012 folgte das Album Cille Bhrìde (Kilbride).
MacInnes ist verheiratet und lebt mit ihrem Mann und ihren drei Kindern in Glasgow.

## Filmografie (Auswahl)
- 1994: Machair (Fernsehserie, 12 Staffeln)
- 2000: An Ceasnachadh
- 2002: The Shieling of the One Night
- 2006: The Highland Sessions
- 2007: Seachd (Seachd – The Inaccessible Pinnacle)
- 2014: Bannan (Fernsehserie, 3 Folgen)
- 2019: Der Krieg und ich (Fernsehserie, 1 Folge)

## Diskografie

### Solo-Alben
- Òg-Mhadainn Shamhraidh (Summer Dawn) (2006)
- Cille Bhrìde (Kilbride) (2012)

### Kooperationen und Gastauftritte
- Iain MacDonald & Iain MacFarlane – The First Harvest (2002)
- Maggie MacInnes – Òran na Mnà (A Woman's Song) (2006)
- Julie Fowlis – Cuilidh (2007)
- Griogair Labhruidh – Dail-riata (2007)
- Deoch 'n' Dorus – The Curer (2008)
- Blair Douglas – Stay Strong (Bithibh Laidir / Rester Fort) (2008)
- Flying Fiddles – Flying Fiddles (2009)
- Marc Streitenfeld – Robin Hood (Soundtrack) (2010)
- Seudan – Seudan (2011)
- Salsa Celtica – The Tall Islands (2014)
- Niteworks – Maraiche (2015)
- Trail West – Rescattermastered (2016)